# Алиев, Асадулла
Асадулла Алиев (азерб. Əliyev Əsədulla; 22 апреля 1985, Баку, Азербайджанская ССР, СССР) — азербайджанский футболист, вратарь.

## Биография
Занимался футболом в РСДЮШОР-1 и РСДЮШОР-2. В семнадцать лет подписал свой первый контракт с бакинским «Нефтчи». После чего перешёл в «Шафу», где сыграл в двух играх чемпионата Азербайджана. Вследствие расформирования команды вернулся в «Нефтчи». Во время службы в армии играл за клуб «Адлийя». Затем, стал игроком команды «Олимпик-Шувелян». По окончании карьеры футболиста стал тренером вратарей в академии бакинского «Интера».